# Лауренас, Вайдутис
Вайдутис Лауренас (лит. Vaidutis Laurėnas; род. 11 августа 1958, Оженис, Игналинский район) — литовский социолог, политолог, доктор социальных наук, профессор, политический деятель.

## Биография
В 1981 году окончил Философский факультет МГУ. Кандидат философских наук (1990, диссертация «Интерпретация идей В. И. Ленина в официальной доктрине строительства социализма в СССР»).
В 1981—1987 годах преподавал в Шяуляйском университете. C 1991 года преподает в Клайпедском университете. В 1991—1993 — заведующий кафедрой истории и социологии (c 1992 года — кафедра политологии и социологии). В 1993 г. был назначен проректором Клайпедского университета. В 2002 году временно исполнял обязанности ректора. Член сената. С 2005 года — профессор кафедры политических наук.
В 2003 году стал членом Социал-демократической партии Литвы. Одну каденцию (1993—1996) был выбран в муниципальный совет города Клайпеды.
2011 - 2014 г. ректор Клайпедского университета. В 2017 г. был выбран главой сената Клайпедского университета.

## Научная деятельность
Научные интересы: политическая социология; исследования посткоммунизма.

## Награды
- Памятный знак за личный вклад в развитие трансатлантических отношений Литвы и по случаю приглашения Литовской Республики в НАТО (12 февраля 2003 года, Литва)[1].

## Публикации
- Normalios politikos genezės atvejis. — Klaipėda: Klaipėdos universiteto leidykla, monografija, 2001 m.
- Pilietinė visuomenė: politikos įpilietinimo projekcijos. Kolektyvinė monografija, sudarytojas S. Šiliauskas. Moksliniai redaktoriai V. Laurėnas, Kęstutis Šerpetis. — Klaipėda: Klaipėdos universiteto leidykla, 2006 m.
- Laurėnas V. Lietuvos aukštojo mokslo reforma ir nacionalinio saugumo aktualijos// Lietuvos metinė strateginė apžvalga 2010–2011 m. Vilnius: Generolo Jono Žemaičio Lietuvos karo akademijos leidykla, 2011, p. 211—234.
- Laurėnas V. Šerpetis K. Sąvokų politinė sistema ir politinis režimas analitinis potencialas// Politologija, 2010, Nr. 2 (58) p. 97-124.
- Lietuvos politinės valdysenos problema // Naujo politinio veikimo formos Lietuvoje. Straipsnių rinkinys. Sud. L.Bielinis, Vilnius: Vilniaus universiteto leidykla, 2010. — P. 9-35.
- Populism as an Outcome of Post-comunist Democratic Primitivism and Pro-capitalism // Lithuanian Political Science Yearbook 2005. — Vilnius: Vilniau suniversiteto leidykla, 2006. — P. 49-84
- Tautos delokalizacijos trauma // Tautinės tapatybės dramaturgija. — Vilnius: Vilniaus pedagoginio universiteto leidykla, 2005. — P.173-186
- Politinė krizė Lietuvoje 2003–2004 m. // Politologija, 2004, Nr. 3
- Kasdienybės politizacija: ne-politiškumo efektas Lietuvos politikoje // Politologija, 2003, Nr. 2
- Lietuvos socialinės-ekonominės plėtotės deideologizacijos problemos // Tiltai, 2003, Nr. 1
- Pilietinės visuomenės dilemos Lietuvoje // Sociologija. Mintis ir veiksmas, 2003, Nr. 1